# Giuseppe Padulli
Giuseppe Padulli (3 luglio 1898 – Milano, 22 dicembre 1932) è stato uno scacchista italiano.

## Biografia
Padulli praticò gli scacchi sia come giocatore che come problemista, e fu anche un divulgatore del gioco. È noto in particolare per la sua opera Gli scacchi, un manuale destinato ai principianti, apparso anche sotto il titolo di Trattato Elementare del gioco degli Scacchi. Il libro, pubblicato nel 1928, ebbe un buon successo: superò le 20 edizioni, alcune delle quali stampate a oltre 60 anni di distanza dalla prima edizione, e fu anche tradotto in lingua spagnola con il titolo Ajedrez básico.
Come articolista, Padulli redasse rubriche di scacchi nelle riviste L'Illustrazione Italiana, La Lettura, Pro Familia, La Festa e La Domenica dei Giuochi. Come giocatore giunse 5º con Giuseppe Stalda ed Eugenio Szabados nel torneo di Viareggio del 1921, 2º a Milano nel 1926 dietro Antonio Sacconi e 1º nel regionale lombardo del 1929.
Fece parte del primo consiglio direttivo della Federazione Scacchistica Italiana con il ruolo di vicepresidente.